# Łysiczka smukłotrzonowa
Łysiczka smukłotrzonowa (Psilocybe azurescens Stamets & Gartz) – gatunek grzybów należący do rodziny Hymenogastraceae.

## Systematyka i nazewnictwo
Pozycja w klasyfikacji według Index Fungorum: Hymenogastraceae, Agaricales, Agaricomycetidae, Agaricomycetes, Agaricomycotina, Basidiomycota, Fungi.
Po raz pierwszy takson ten opisali w 1995 r. Paul E. Stamets i Johen Gartz i nadana przez nich nazwa naukowa jest aktualna.
W 2024 r. Komisja ds. Polskiego Nazewnictwa Grzybów przy Polskim Towarzystwie Mykologicznym nadała mu polską nazwę łysiczka smukłotrzonowa.

## Morfologia
Kapelusz
O średnicy 30–100 mm średnicy, stożkowy do wypukłego, higrofaniczny, w kolorze brązowym, ochrowym lub karmelowym, jaśniejszy na obwodzie. Powierzchnia gładka, lepka kiedy jest wilgotna.
Trzon
90–200 mm długości na 3–6 mm średnicy, jest biały lub brudnobrązowy.
Wysyp zarodników
Czarny, brązowy lub ciemnofioletowy.

## Występowanie i siedlisko
Uprawiany jest na całym świecie, ale naturalnie występuje tylko w Ameryce Północnej, wzdłuż wybrzeża Oceanu Spokojnego.
Grzyb saprotroficzny. Rośnie kępkami w lasach i na nadmorskich wydmach, na podłożu bogatym w próchniejące resztki drzewa.

## Znaczenie
Jest najbardziej zasobnym w alkaloidy grzybem psylocybinowym. Może zawierać do 1,8% psylocybiny, 0,5% psylocyny i 0,4% baeocystyny w suchej masie, średnio jednak wartości te utrzymują się na poziomie 1,1% psylocybiny i 0,15% psylocyny. Zawiera w dużym stężeniu psychoaktywne alkaloidy: głównie psylocybinę, psylocynę i baeocystynę. Po zażyciu jednego grama wysuszonego Psilocybe azurescens następują trwające 6 godzin psychodeliczne stany wizyjne. Działanie grzybów psylocybinowych jest bardzo indywidualne i nieprzewidywalne, ale zwykle obejmuje: poprawienie humoru i podniesienie nastroju, zaburzenia percepcji, euforię, efekty wizualne i ogólną zmianę postrzegania zmysłowego.